# Sarıyer Belediyesi Spor Kulübü
Sarıyer Belediyesi Spor Kulübü (abreviat Sarıyer Belediyesi SK i popularment Sarıyer Belediyespor) és un club esportiu turc, establert el 1990 a Sarıyer, Istanbul i especialitzat en voleibol femení. El club comparteix els colors blau i blanc del Sarıyer Spor Kulübü del mateix districte. El seu equip de voleibol femení competeix en la Primera Lliga de Turquia, i va perdre la possibilitat de jugar en la lliga turca més alta, el Sultanlar Ligi (Lliga de Sultanes) en el ultim partit de la temporada 2018-19. L'actual president(a) del club és Semra Kartal.